# Carrera de trotones
Las carreras de trotones son un deporte hípico en que los caballos participantes deben mantener el trote mientras tiran de un carro muy ligero denominado sulky, sobre el que va situado el jinete o jockey.

## Preparación

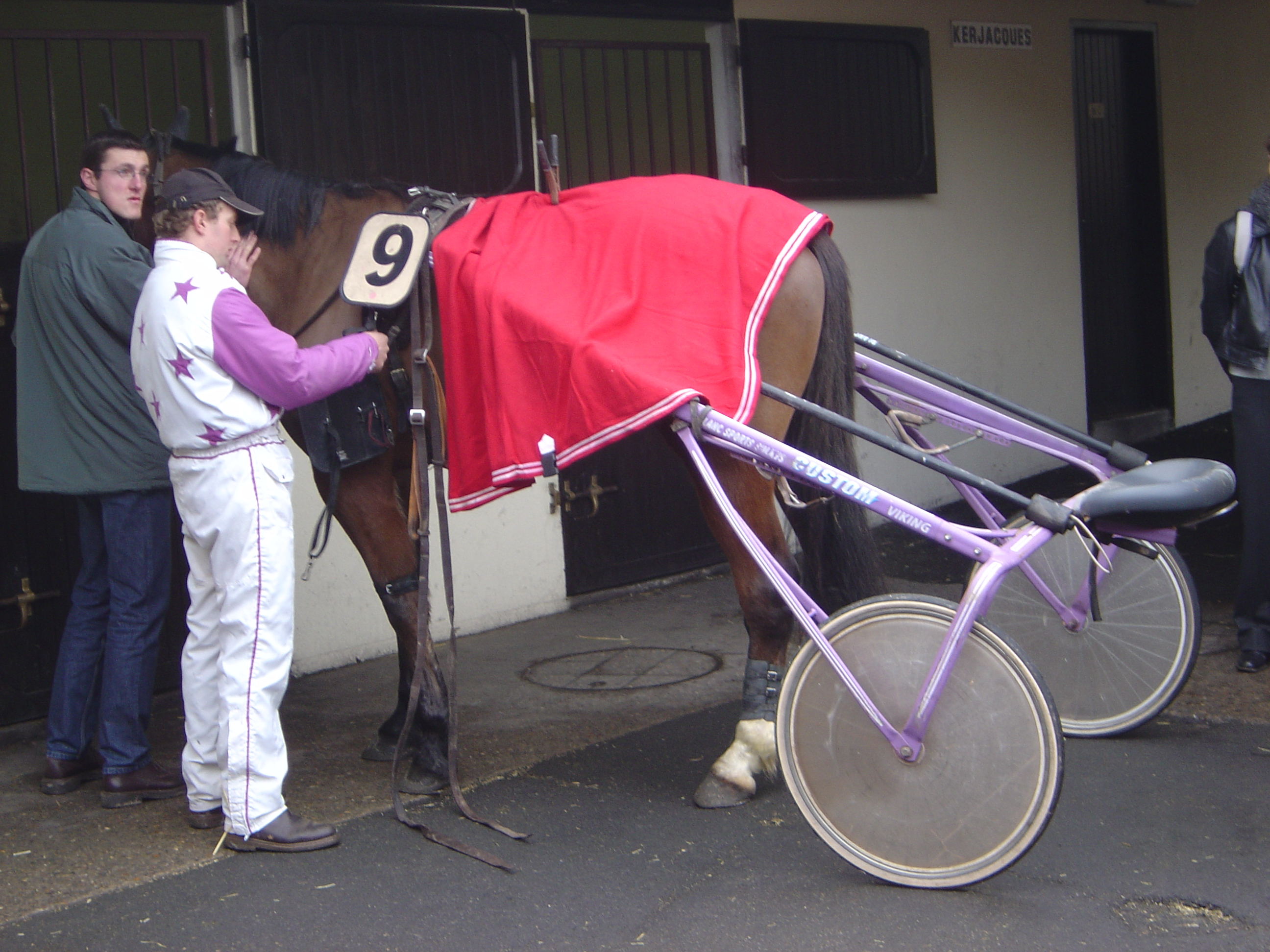
Preparación de un sulky antes de una carrera

Las carreras de trotones con implican un largo adiestramiento del caballo, diferente al de un caballo destinado a carreras al galope en cuanto a técnica y ritmo de trabajo. La primera dificultad surge de una contradicción entre el objetivo mismo de las carreras de trote y la naturaleza del caballo: para ganar velocidad, un caballo tiende a adoptar naturalmente el galope. El entrenamiento del trotón consiste en hacerle perder rápidamente este hábito.
Una segunda especificidad de la especialidad de trote es el habituar al potro a tirar  de un sulky. Este entrenamiento comienza con el trabajo con riendas largas y continúa con acostumbrar al caballo con el contacto de una camilla contra los costados. El verdadero entrenamiento comienza con un enganche que es más pesado y menos frágil que el carro de carreras, llamado "entrenador". Cuando el potro responde a las órdenes con el carro de entrenamiento, se enjaeza con el sulky, en las mismas condiciones que en la carrera.
Generalmente, el paso es trabajado por el propio entrenador, en sesiones divididas en varias series de distancias comprendidas entre 1500 y 3000 m a diferentes velocidades.

## Salida

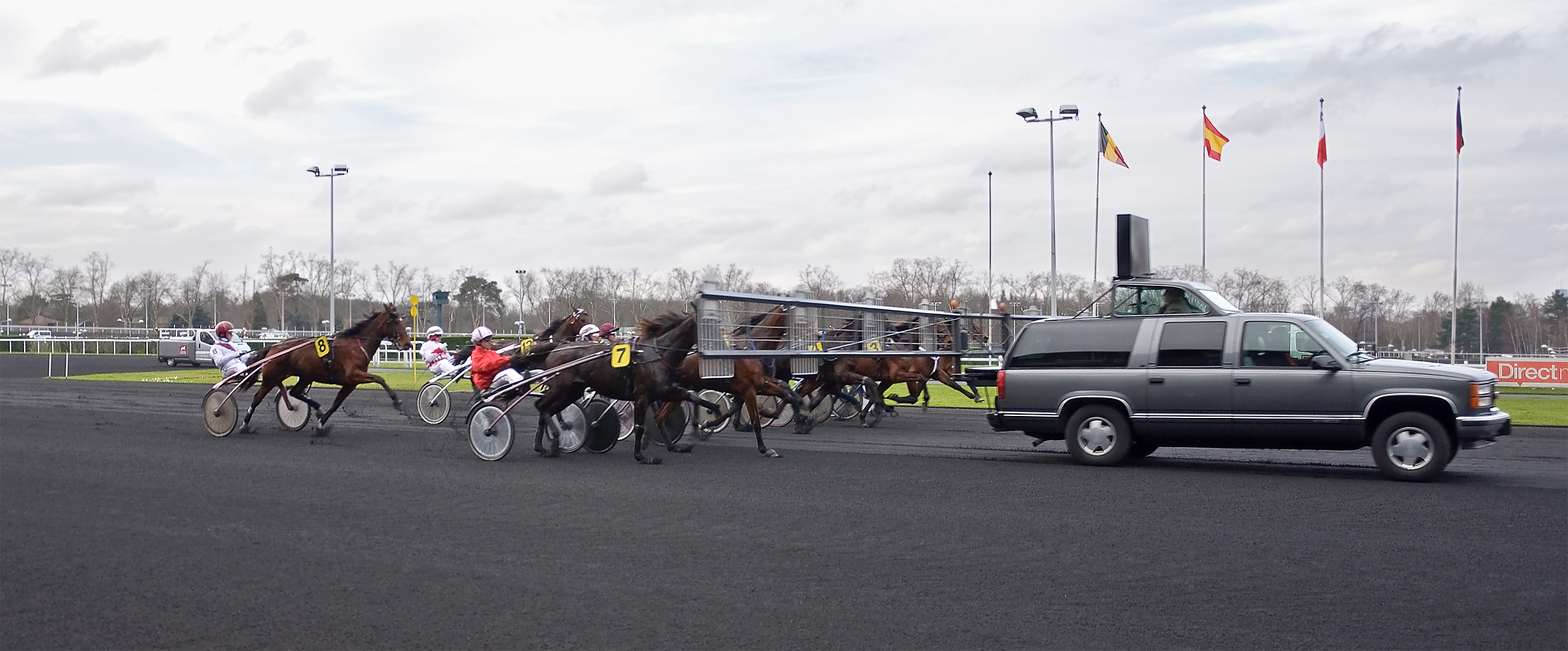
Salida con autostart en el hipódromo de Vincennes, Francia

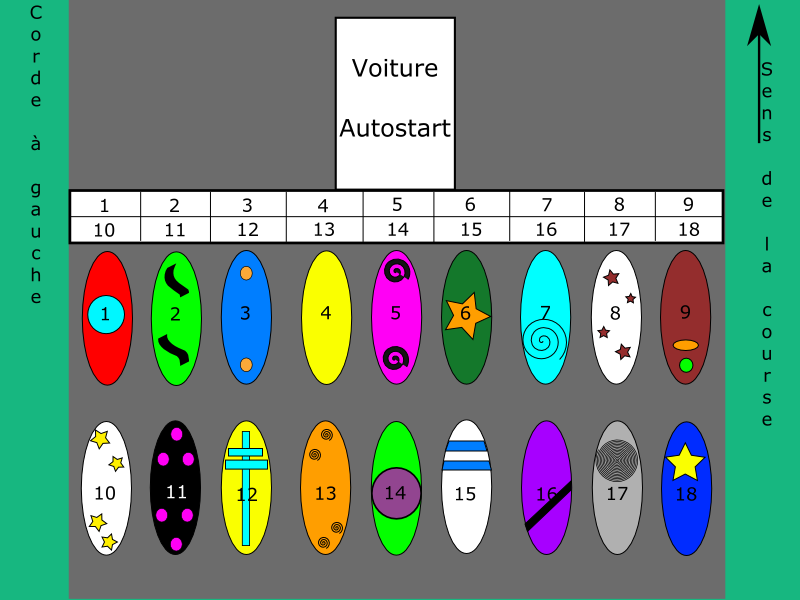
Posiciones detrás del "autostart"

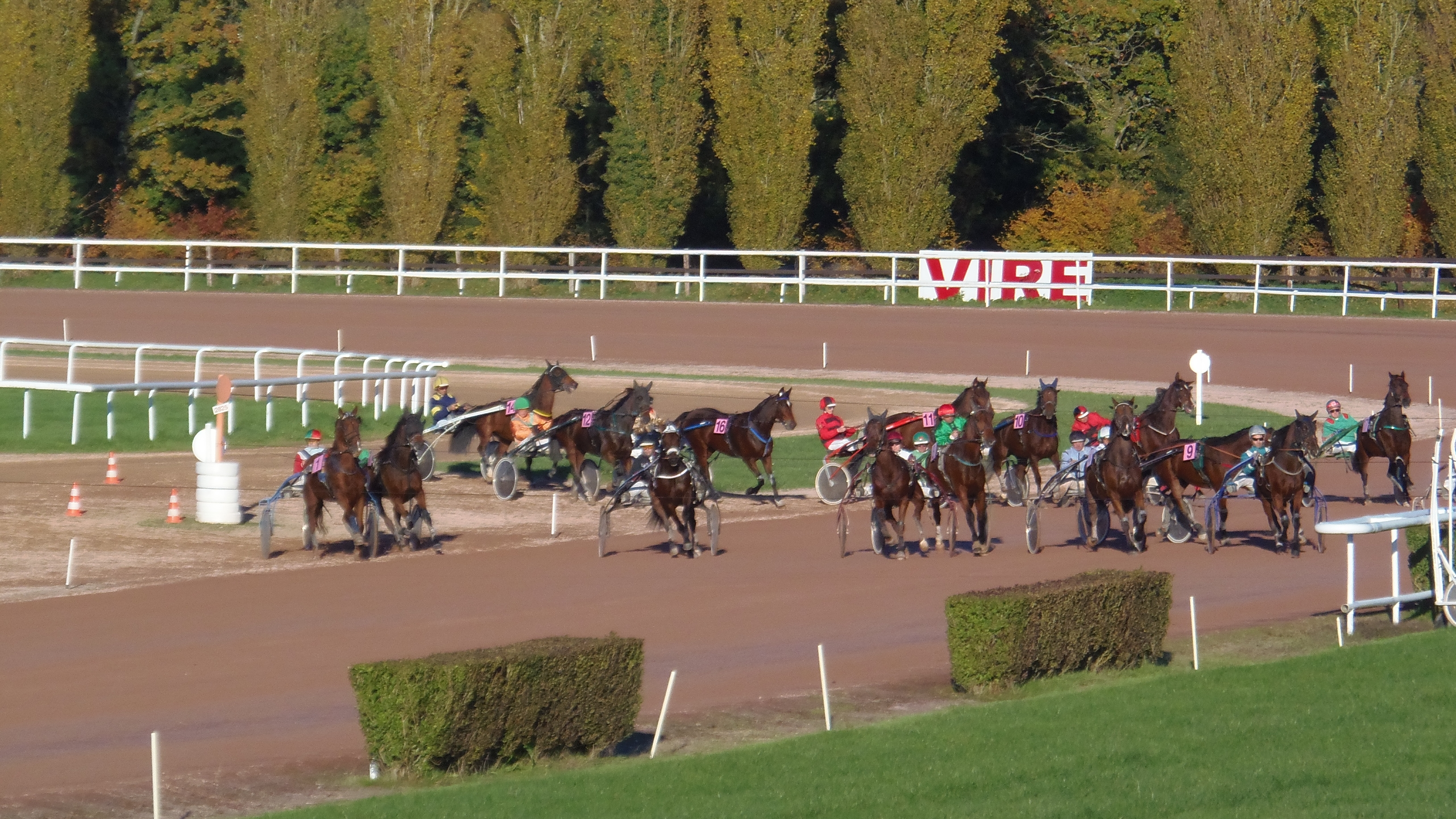
Una salida a vuelta (volte)

El inicio de una carrera de trotones se puede realizar de dos maneras: ya sea detrás de un vehículo (autostart), o iniciando una vuelta (modalidad utilizada en Francia). El arranque automático consiste en un automóvil equipado con dos barreras móviles en la parte trasera (una a la izquierda y otra a la derecha del vehículo). En estas barreras, figuran los números de los caballos que deben colocarse detrás. El número 1 está en la cuerda, el número 9 en el exterior y los números del 10 al 18 se colocan en una segunda línea. El número 1 tiene una distancia de recorrido más corta, pero corre el riesgo de quedar atrapado por otros competidores, mientras que el número 18 tiene la doble desventaja de estar en la segunda fila y en el exterior, lo que requiere realizar el máximo esfuerzo. El autoarranque corre a baja velocidad, y cuando todos los caballos están en posición y trotando detrás de él, acelera para liberarlos y así comenzar la carrera.
La volte es una peculiaridad francesa. Los competidores no tienen un lugar asignado de antemano, y los jinetes deben calcular su velocidad para no rebasar antes de tiempo el punto de salida una vez que los comisarios inician la cuenta atrás en un reloj luminoso a la vista de todos los participantes. La regularidad de la salida se comprueba mediante un rayo láser. Si un caballo corta prematuramente el rayo, se da una salida en falso. En Francia, desde la primavera de 2008, el autor de una salida en falso es sancionado con la obligación de situarse detrás de un competidor. Si no lo hace, queda descalificado.
Por último, en las carreras con hándicap (en las que intervienen caballos de distintas categorías), se sale desde parado, colocándose los caballos de peor categoría en los primeros puestos de salida.

## Clasificaciones
Las pruebas de trotones más prestigiosas se clasifican en el Grupo I. Este es particularmente el caso del Prix d'Amérique en Francia, del Elitloppet en Suecia y del Hambletonian Stakes en Estados Unidos, tres de las pruebas más famosas del planeta. Luego están los eventos del Grupo II (Premio de Washington por ejemplo) y luego los del Grupo III, como el Premio de Ginebra. Hay muchas otras carreras, pero su nivel no les permite tener el estatus de carrera de grupo. Este estado se revisa cada año, y ciertas carreras, de vez en cuando, ganan o pierden un rango en la jerarquía.
También hay eventos de trotones con ponis para niños, oficializados en 2008 por la Federación Francesa de Equitación.

## Dispositivos específicos para el trote enjaezado

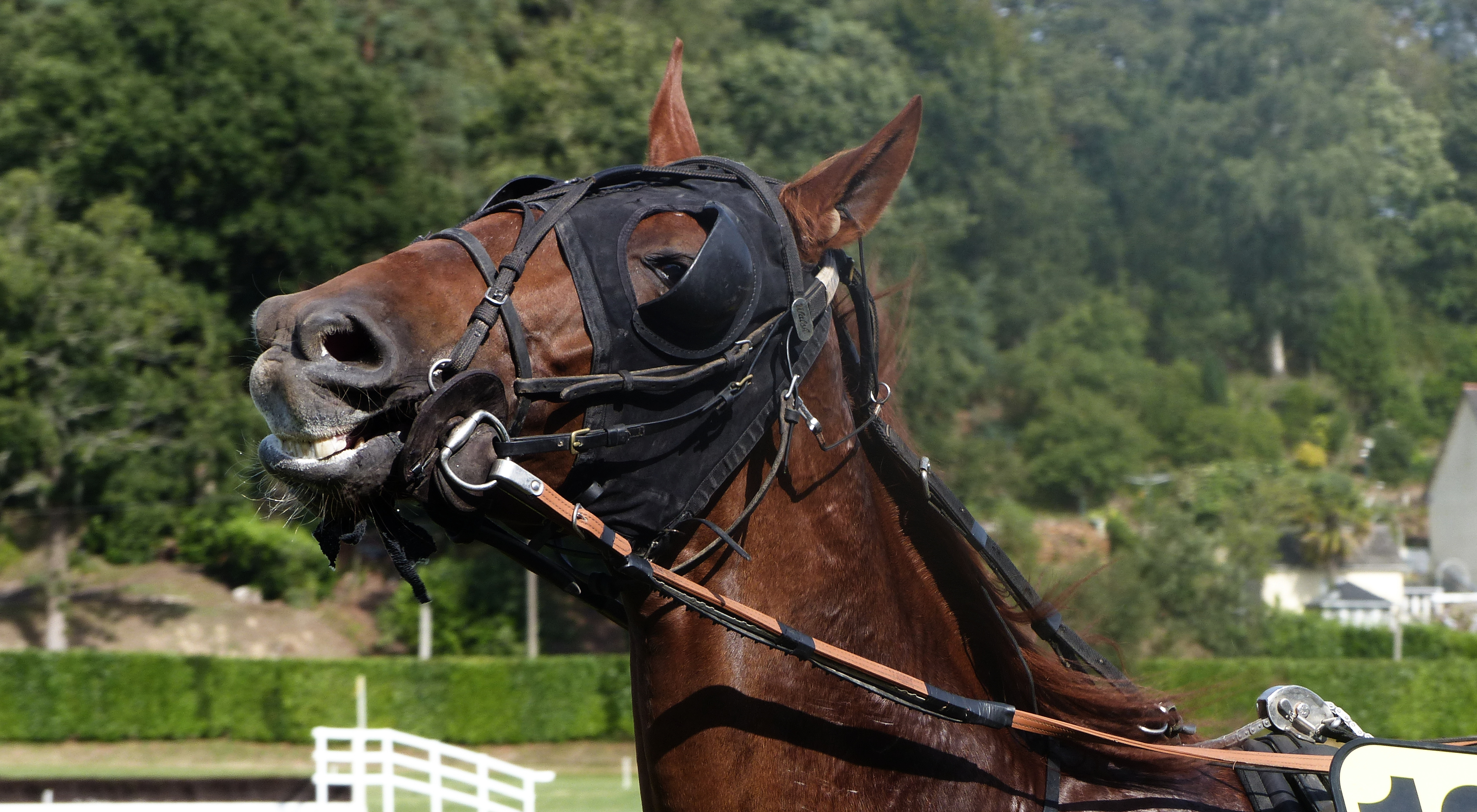
Diferentes arreos de un trotón francés

El entrenamiento y las carreras de trotones implican el uso de muchos arreos específicos destinados a mantener al caballo al trote o corregir su actitud: bocado y riendas con púas o alfileres, empenaje superior, barra para la cabeza, antiencapuchado y martingala; otros dispositivos son comunes a las disciplinas del galope: anteojeras y capuchones para las orejas móviles, tapón anti-arena y una pinza para la lengua.

## Características y modalidades

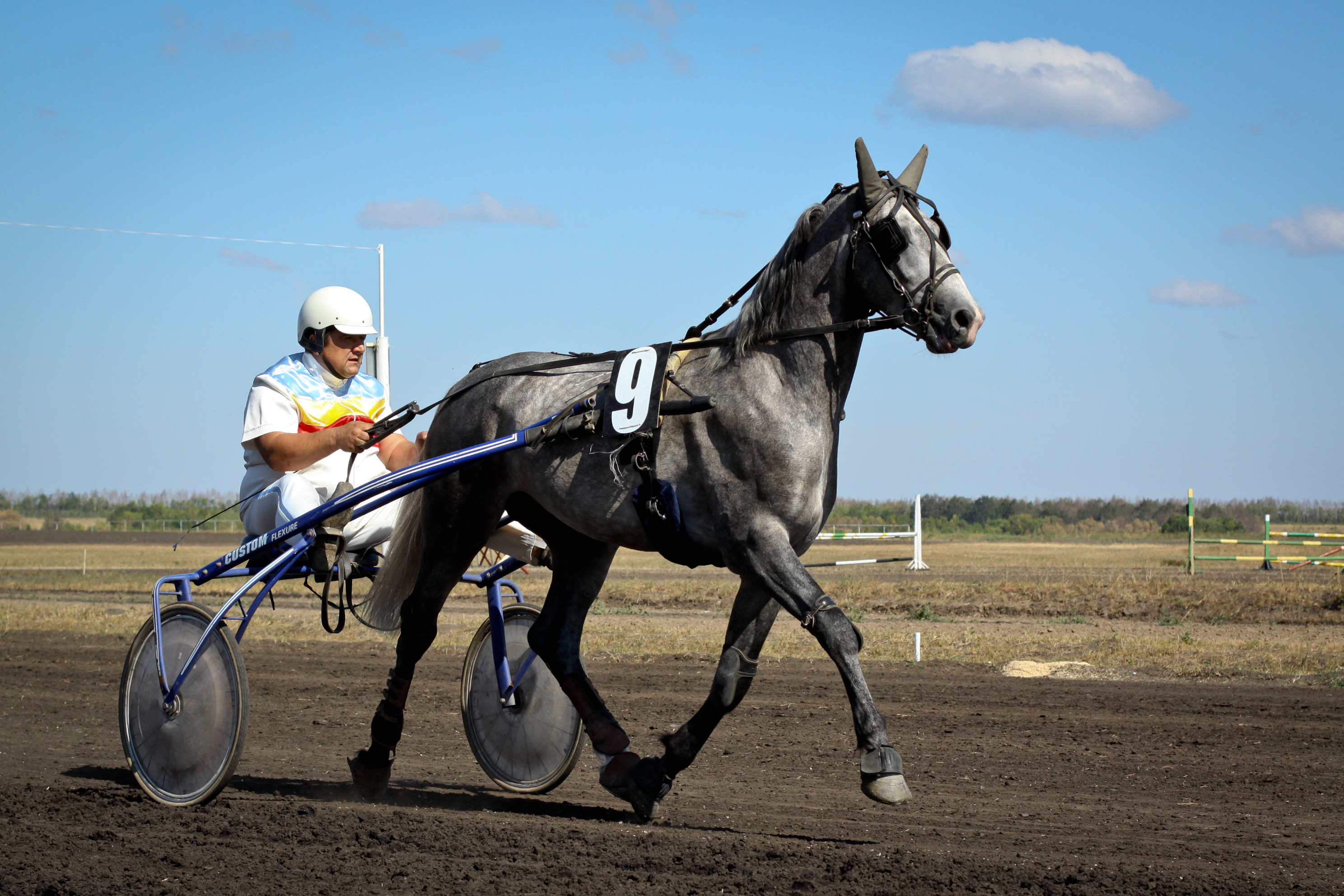
Caballo trotón durante una carrera

Durante toda la carrera los caballos deben correr al trote y en ningún caso al galope (lo que supone ser descalificado). Existe una modalidad, el trote montado, donde los caballos no tiran del sulky sino que son montados por un jinete con una silla. Tradicionalmente esta segunda modalidad únicamente se practicaba en Francia y Bélgica pero con el paso de los años se ha popularizado por otros lugares.
Según la distancia las carreras de trotones se dividen en:
- Carreras de corta distancia: Se disputan sobre una milla (1609 metros)
- Carreras de media distancia: Se disputan sobre una distancia que varía entre los 2000 y los 2600 metros.
- Carreras de fondo: Son aquellas en que el recorrido sobrepasa los 2600 metros, llegando a veces hasta los 4000 metros.

Según la modalidad de salida las carreras pueden ser:
- Con salida lanzada: Los participantes salen lanzados siguiendo un automóvil llamado autostart.
- Con salida vole: Los caballos salen a la carrera, que comienzan una vez que se inicia una cuenta atrás en un reloj luminoso, con la condición de no rebasar antes de tiempo la línea de salida controlada con un rayo láser.
- Handicap: Son carreras en que participan caballos de diferente categoría. Los de mayor categoría recorren más distancia que los de menor categoría. Los caballos salen a pie parado, agrupados según su categoría.

## Historia de las carreras de trote
Las carreras de trotones surgieron como deporte a finales del siglo XIX de manera paralela en Francia y en los Estados Unidos. A principios del siglo XXI son un deporte popular en algunos países y regiones de Europa (Francia, Alemania, Rusia, Bélgica, Países Bajos, Italia, Escandinavia, Malta y las Islas Baleares en España) y también en América del Norte, Brasil, Argentina, Australia y Nueva Zelanda, lugares estos donde se practica una peculiar modalidad como son las carreras cabalgando directamente sobre los trotones, el denominado trote montado.

## Principales razas de caballos trotones
Los caballos participantes en este tipo de carreras han sido seleccionados genéticamente por los criadores desde el momento en que el deporte se institucionalizó como tal, buscando un caballo de trote rápido y ágil. Hoy en día las principales razas de trotones que se encuentran en el mundo son:
- Trotón francés
- Standardbred americano
- Trotón de Orlov

En Baleares existe una raza semipropia, el trotón español, surgida de la importación de sementales franceses y americanos que fueron cruzados con yeguas locales.

## Trote en Baleares
En las Islas Baleares el trote es un deporte aficionado con un fuerte arraigo social. Con frecuencia semanal se disputan carreras en los cinco hipódromos del archipiélago:
| Hipódromo     | Localidad          | Cuerda | Superficie |
| Son Pardo     | Palma de Mallorca  | 1000 m | arena      |
| Municipal     | Manacor            | 645m   | arena      |
| Municipal     | Mahón              | 640m   | arena      |
| Torre del Ram | Ciudadela          | 800m   | arena      |
| Sant Rafel    | San Rafael (Ibiza) | 800m   | arena      |

El organismo encargado de organizar estas carreras es la Federación Balear de Trote, miembro de la Unión Europea de Trote con sede en París.